# O Entertainment
Omation, más conocida como O Entertainment, fue una compañía productora fundada por Steve Oedekerk en 1990. Entre sus producciones se encuentran los cortometrajes de la serie Thumbs!  (Thumb Wars, Bat Thumb, Thumbtanic, etc.), Santa vs. the Snowman 3D, Jimmy Neutron: Boy Genius, The Adventures of Jimmy Neutron, Boy Genius, Back at the Barnyard y Planet Sheen. La división de animación, Omation Animation Studio, fue fundada por animadores que anteriormente trabajaron en DNA Productions.

## Películas y series
- Ace Ventura: Detective de mascotas (película de acción en vivo) (1994, coproducida con Morgan Creek Productions y Warner Bros. Pictures)
- Ace Ventura: Detective de mascotas (serie animada) (1995-2000, coproducida con Morgan Creek Productions, Nelvana Limited y Warner Bros. Pictures)
- Ace Ventura: When Nature Calls (1995, coproducida con Morgan Creek Productions y Warner Bros. Pictures)
- Runaway Rocketboy (Cortometraje) (1998, coproducido con DNA Productions)
- Jimmy Neutrón: El niño genio (2001, coproducida con DNA Productions, Nickelodeon Movies y Paramount Pictures)
- Las aventuras de Jimmy Neutrón: El niño genio (2002–2006, coproducción con DNA Productions y Nickelodeon, también trabajaron en el piloto de 1998, Runaway Rocketboy)
- The Jimmy Timmy Power Hour (2004-2006, coproducción con DNA Productions, Frederator Studios y Nickelodeon)
- Thumbs! (Colección de cortometrajes)
- Kung Pow! Introducir el Puño (2002, coproducción con 20th Century Fox)
- Santa vs. the Snowman 3D (2002, coproducido con IMAX)
- La granja (2006)
- Back at the Barnyard, (2007–2011, coproducción con Nickelodeon) (como Omation Animation Studio)
- Planet Sheen (2010–2013, coproducción con Nickelodeon) (como Omation Animation Studio)